# Donji Vakuf
Donji Vakuf (en cyrillique : Доњи Вакуф) est une ville et une municipalité de Bosnie-Herzégovine située dans le canton de Bosnie centrale et dans la fédération de Bosnie-et-Herzégovine. Selon les premiers résultats du recensement bosnien de 2013, la ville intra muros compte 7 139 habitants et la municipalité 14 739.

## Géographie
Donji Vakuf est située dans l'étroite vallée du Vrbas, à l'ouest du mont Komar (1 510 m). La ville se trouve à 12 km de la frontière avec la république serbe de Bosnie (Republika Sprska). Elle est entourée par les municipalités de Jajce et Travnik au nord, Novi Travnik et Bugojno au sud-est, Kupres au sud-ouest et Šipovo à l'ouest.

## Localités

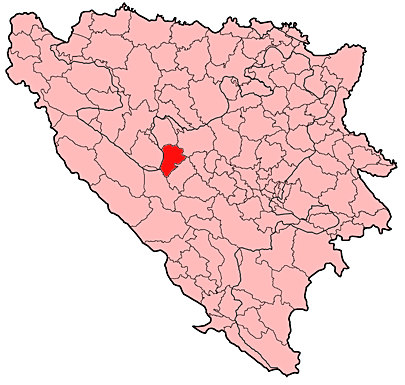
Localisation de la municipalité de Donji Vakuf en Bosnie-Herzégovine

La municipalité de Donji Vakuf compte 68 localités :
| - Babin Potok - Babino Selo - Barice - Blagaj - Brda - Brdo - Brezičani - Ćehajići - Ćemalovići - Daljan - Dobro Brdo - Doganovci - Dolovi - Donji Rasavci - Donji Vakuf - Đulovići - Fakići | - Fonjge - Galešići - Grabantići - Gredina - Grič - Guvna - Hemići - Jablan - Jemanlići - Karići - Keže - Komar - Korenići - Košćani - Kovačevići - Krivače - Kutanja | - Ljuša - Makitani - Novo Selo - Oborci - Orahovljani - Petkovići - Piljužići - Pobrđani - Ponjavići - Potkraj - Pribraća - Prisika - Prusac - Rasavci - Rastičevo - Rudina - Ruska Pilana | - Sandžak - Semin - Silajdževina - Slatina - Sokolina - Staro Selo - Suhodol - Sultanovići - Šahmani - Šatare - Šeherdžik - Šutkovići - Torlakovac - Urija - Vlađevići - Vrbas - Vrljaj |

## Démographie

### Villeintra muros

#### Évolution historique de la population dans la villeintra muros
| 1948 | 1953 | 1961  | 1971  | 1981  | 1991  | 2013  |
| ---- | ---- | ----- | ----- | ----- | ----- | ----- |
| -    | -    | 3 764 | 5 012 | 7 224 | 8 771 | 7 139 |

|  |

### Municipalité

#### Évolution historique de la population dans la municipalité
| 1961   | 1971   | 1981   | 1991   | 2013   |
| ------ | ------ | ------ | ------ | ------ |
| 17 566 | 20 393 | 22 606 | 24 544 | 14 739 |

#### Répartition de la population par nationalités dans la municipalité (1991)
En 1991, sur un total de 24 544 habitants, la population se répartissait de la manière suivante :

## Politique
À la suite des élections locales de 2012, les 21 sièges de l'assemblée municipale se répartissaient de la manière suivante :
| Parti                                                               | Sièges |
| ------------------------------------------------------------------- | ------ |
| Parti d'action démocratique (SDA)                                   | 6      |
| Parti social-démocrate (SDP)                                        | 5      |
| Alliance pour un meilleur avenir de la Bosnie-Herzégovine (SBB BiH) | 4      |
| Parti pour la Bosnie-Herzégovine (SBiH)                             | 2      |
| Parti libéral-démocrate de Bosnie-et-Herzégovine (LDS)              | 2      |
| Parti national de l'amélioration par le travail                     | 1      |
| Minorités nationales                                                | 1      |

Huso Sušić, membre du Parti d'action démocratique (SDA), a été réélu maire de la municipalité,.

## Tourisme

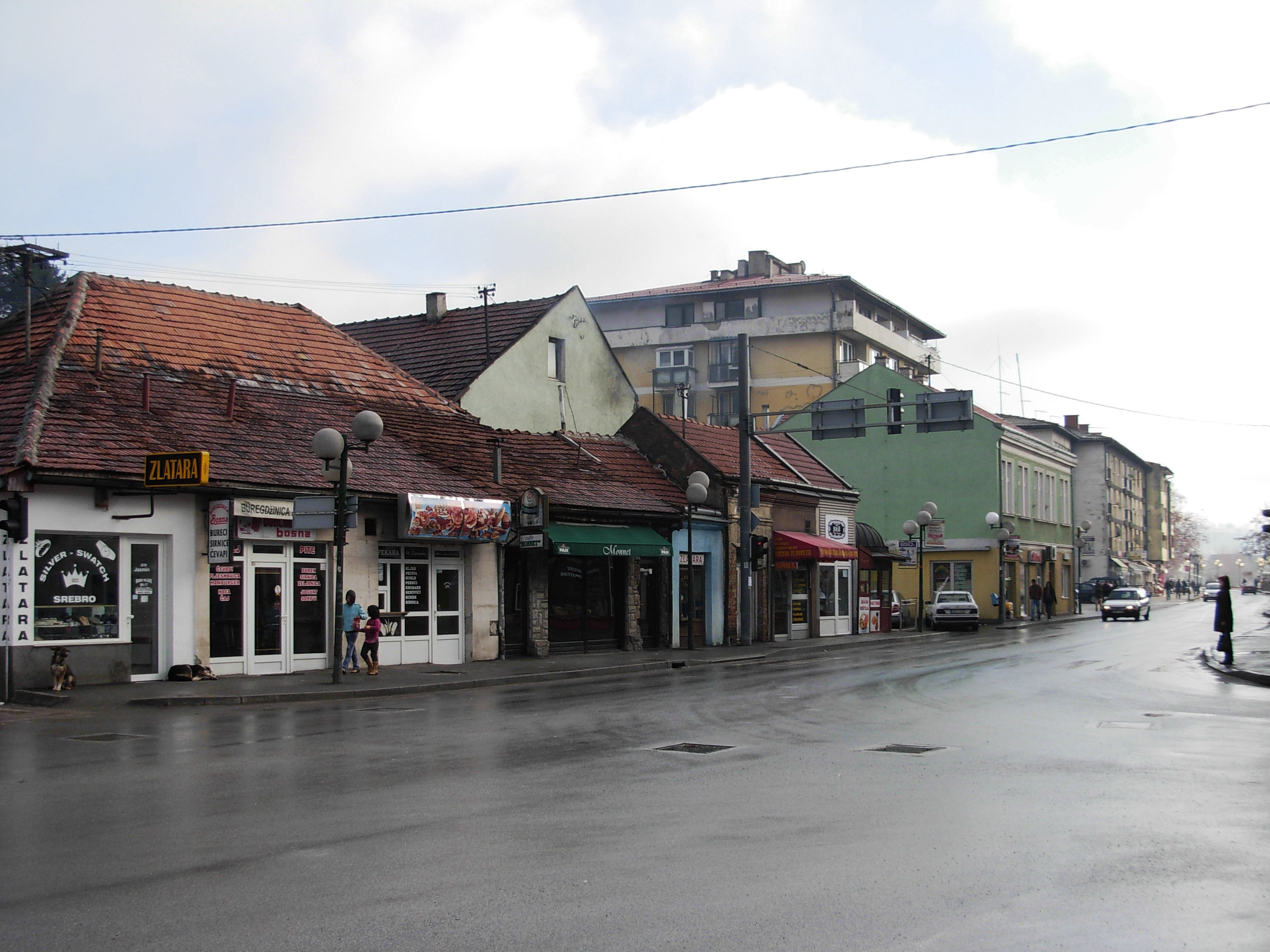
Une rue à Donji Vakuf

## Personnalités
- Hasan Kafi Pruščak
- Arif Magrdžija
- Roman Petrović
- Fahrija Dautbegović
- Sulejman Kapić
- Ismet Ramljak
- Nakib Abdagić
- Ibrahim Čustić
- Edo Ljubić
- Smiljan Franjo Čekada
- Radenko Milak